# Луи Жак Тенар
Луи Жак Тенар (на френски: Louis Jacques Thénard) е френски химик.

## Биография
Роден е на 4 май 1777 година в селцето Ла Луптиер, днес преименувано в негова чест на Ла Луптиер-Тенар. Баща му е беден селянин, но през 1793 година успява да го изпрати да учи фармакология в Париж. Там той слуша лекции при Антоан Франсоа Фуркоай и Луи Никола Воклен и работи в лабораторията на Воклен.
Със съдействието на преподавателите си през 1797 година Луи Жак Тенар става учител по химия, а през 1798 година започва работа в Политехниката. През 1804 година заема мястото на пенсиониралия се Воклен като професор във Френския колеж, а след смъртта на Фуркоай през 1810 година го наследява в Политехниката. През 1825 година получава титлата барон, а през 1832 година става пер на Франция.
Тенар умира на 21 юни 1857 година в Париж.